# Andrés Fontecilla

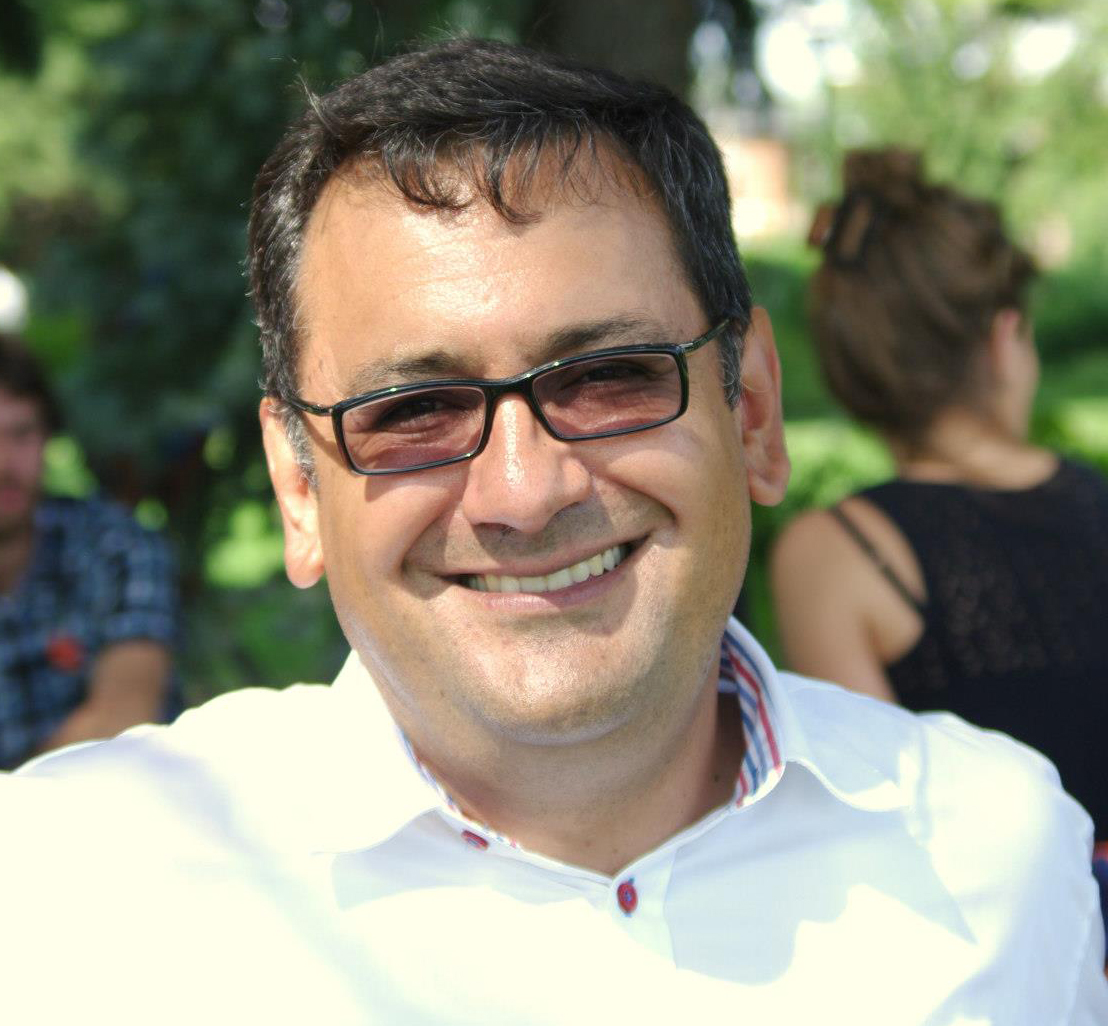
Andrés Fontecilla

Andrés Fontecilla (* 20. September 1967 in Santiago, Chile) ist ein kanadischer Politiker. Seit 2018 ist er Abgeordneter der Nationalversammlung von Québec für den Wahlkreis Laurier-Dorion. Zwischen 2013 und 2017 war er neben Françoise David Vorsitzender der politischen Partei Québec solidaire.

## Leben und Karriere
Fontecilla wurde am 20. September 1967 in Santiago, Chile geboren. Aufgrund der Diktatur von Augusto Pinochet in Chile wanderte er 1981 nach Kanada aus. Er erwarb einen Bachelorabschluss an der Universität Montreal in Anthropologie. Er nahm 1986 an einem Studentenprotest in Québec teil und war Präsident eines Studentenverbands. In den 1990er Jahren arbeitete er für die Vereinten Nationen in Haiti. Anschließend arbeitete er für eine Nichtregierungsorganisation für Menschen in Armut.
Im 2002 war er Gründungsmitglied der politischen Partei Union des forces progressistes (UFP; deutsch Union der Progressiven Kräfte). Er war der Kandidat der Partei bei der Nachwahl 2004 für den Wahlkreis der Nationalversammlung Laurier-Dorion. Mit 4,77 % der Stimmen belegte er den dritten Platz. Im Jahr 2006 fusionierte die UFP mit mehreren kleineren Parteien zur Québec solidaire. Bei der Provinzwahl in Québec 2012 war Fontecilla der Kandidat von Québec solidaire in Laurier-Dorion, wurde jedoch mit 24,33 % der Stimmen Dritter.
Nachdem Amir Khadir 2012 als Parteivorsitzender von Québec solidaire zurückgetreten war, kandidierte Fontecilla beim Parteitag 2013 für den Vorsitz. Seine Gegenkandidaten waren der Gewerkschaftsfunktionär Alexandre Leduc, der schweizerisch-kanadische Künstler Yvan Zanetti und David Fortin-Côté. Fontecilla wurde auf dem Parteitag zum Vorsitzenden gewählt, obwohl man mit einem Sieg von Leduc rechnete. Er diente zusammen mit der anderen Vorsitzenden der Partei, Françoise David.
Bei der Provinzwahl in Québec 2014 unterlag Fontecilla im Wahlkreis Laurier-Dorion zum dritten Mal und belegte mit 27,69 % der Stimmen den zweiten Platz hinter dem Liberalen Gerry Sklavounos. Anfang 2017 kündigte Fontecilla an, nicht Parteivorsitzender zu bleiben. Sein Nachfolger wurde Gabriel Nadeau-Dubois. Bei der Provinzwahl in Québec 2018 wurde er im vierten Anlauf im Wahlkreis Laurier-Dorion mit 47,28 % der Stimmen gewählt. Er wurde bei den Provinzwahl in Québec 2022 wiedergewählt.